# Devalapura, Mysore
Devalapura là một làng thuộc tehsil Mysore, huyện Mysore, bang Karnataka, Ấn Độ.